# خواب‌بینان
 خواب‌بینان(نام علمی: Oneirodidae) نام یک تیره از راسته قلابچه‌ماهی است.